# Casa del Sol (la Corunya)
A Casa del Sol (en gallec: Casa do Sol) és un edifici situat a la ciutat de la Corunya, a la cantonada del carrer Sol, davant de la platja de l'Orzán.
Va ser dissenyat per Pedro Mariño el 1903, i en un primer moment es va dedicar a tractar malalties com la tuberculosi. Actualment és propietat de l'ajuntament de la Corunya i en ell hi té la seu la Comissió de festes de la ciutat.